# Bruno Vérien
Bruno Vérien est un footballeur professionnel français né le 12 août 1963 à Saint-Quentin. Il évoluait au poste de milieu de terrain.

## Carrière
Bruno Vérien effectue sa formation au FC Nantes. Il rejoint le MUC 72 en 1985, année de la fondation du club, où il reste pendant quatre saisons et dispute 23 matchs en deuxième division. 
Bruno Vérien évolue ensuite à Ancenis, en troisième, puis en deuxième division, avant de quitter le club lors de son dépôt de bilan. 

## Clubs
- 1980-1985 :  FC Nantes (centre de formation)
- 1985-1989 :  Le Mans UC 72
- 1989-1998 :  RC Ancenis